# Nikolaos Balanos
Nikolaos Balanos (auch Nikolaos M. Mpalanos griech. Νικόλαος Μπαλάνος, * 1860 in Athen; † 22. September 1942 ebenda) war ein griechischer Architekt und Bauforscher.

## Leben

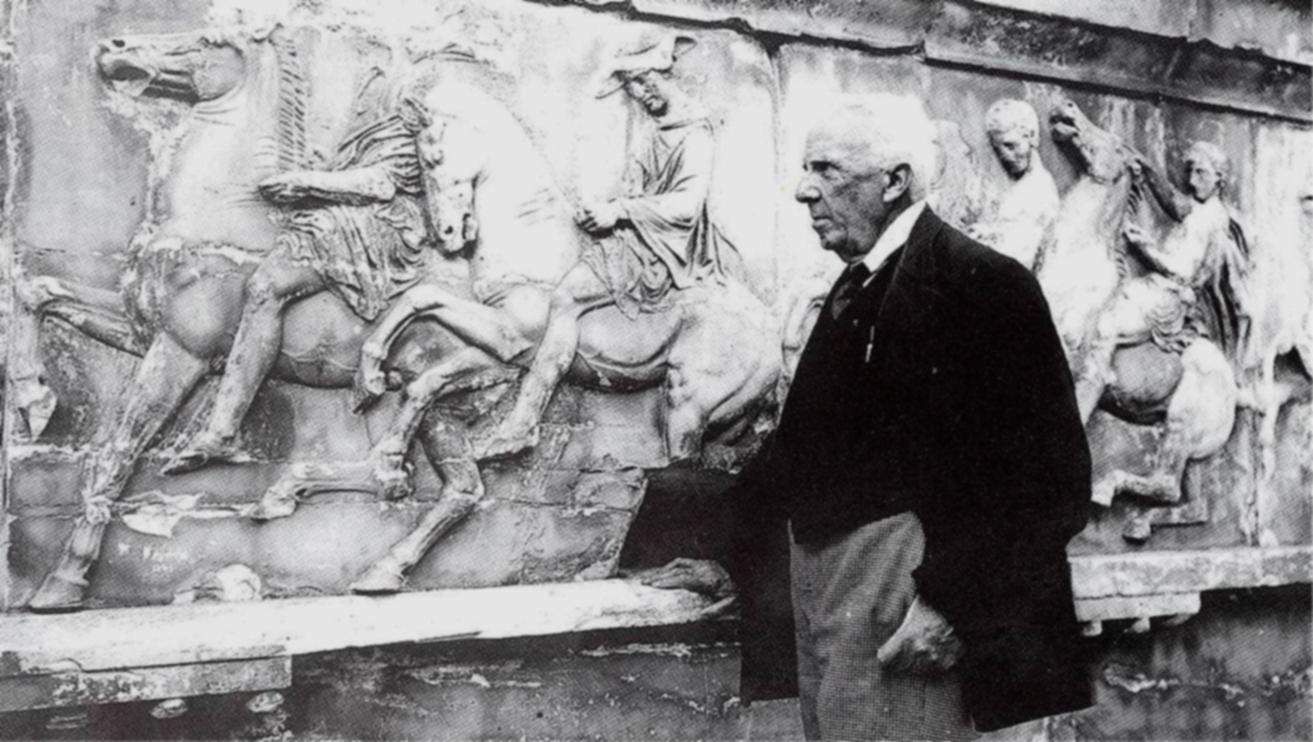
Balanos am Parthenon-Fries

Balanos studierte an der Pariser Brückenbauschule und kehrte anschließend nach Athen zurück, wo er, nach Tätigkeiten in Bauabteilungen verschiedener Ministerien, Direktor des Technischen Dienstes am Kultusministerium in Athen wurde. Die britische Administration auf Zypern beauftragte Balanos mit dem Entwurf und der Umsetzung des Cyprus Museum.
Bekannt wurde er durch die Anastilosis von Bauten auf der Athener Akropolis (die Propyläen, das Erechtheion, sowie die Korrektur des Wiederaufbaus des Niketempels) seit 1899. Mit der Anastilosis der Nordseite des Parthenon (1922–1930) sowie von Teilen der Südseite (1932–1933) konnten die Hauptschäden, welche die Explosion des türkischen Pulvermagazines 1687 verursacht hatte, behoben werden. Balanos wurde später zur Last gelegt, dass die verwendeten Eisenklammern nicht gegen Korrosion geschützt waren, folglich zu Schäden führten und ausgetauscht werden mussten; für seine Zeit war die Verwendung dieses Materials jedoch völlig normal.
Aus Anlass des 350-jährigen Bestehens der Universität Würzburg wurde Balanos 1932 von der Philosophischen Fakultät zum Ehrendoktor ernannt.

## Veröffentlichungen
- Η αναστήλωση της βόρειας κιονοστοιχίας του Παρθενώνα (Die Anasilosis der Nordseite des Parthenon), Athen 1925
- Τα μνημεία της Ακροπόλεως, αποτύπωση και συντήρηση (Die Baudenkmäler der Akropolis), Athen 1938

| Personendaten    | Personendaten                          |
| ---------------- | -------------------------------------- |
| NAME             | Balanos, Nikolaos                      |
| ALTERNATIVNAMEN  | Mpalanos, Nikolaos M.                  |
| KURZBESCHREIBUNG | griechischer Architekt und Bauforscher |
| GEBURTSDATUM     | 1860                                   |
| GEBURTSORT       | Athen                                  |
| STERBEDATUM      | 22. September 1942                     |
| STERBEORT        | Athen                                  |